# Archechiniscus
Famille
Genre
Archechiniscus, unique représentant de la famille des Archechiniscidae, est un genre de tardigrades. 

## Liste des espèces
Selon Actual checklist of Tardigrada species :
- Archechiniscus bahamensis Bartels, Fontoura & Nelson, 2018
- Archechiniscus biscaynei Miller, Clark & Miller, 2012
- Archechiniscus marci Schulz, 1953
- Archechiniscus minutus Grimaldi de Zio & D'Addabbo Gallo, 1987
- Archechiniscus murilloi Bartels & Fontoura, 2021
- Archechiniscus symbalanus Chang & Rho, 1998

## Publications originales
- Binda, 1978 : Risistemazione di alcuni tardigradi con l'istituzione di un nuovo genere di Oreellidae e della nuova famiglia Archechiniscidae. Animalia (Catania), vol. 5, no 1/3, p. 307-314.
- Schulz, 1953 : Eine neue Tardigraden Gattung von der pazifischen Kuste. Zoologischer Anzeiger, vol. 151 p. 306-310